# Lagopus muta

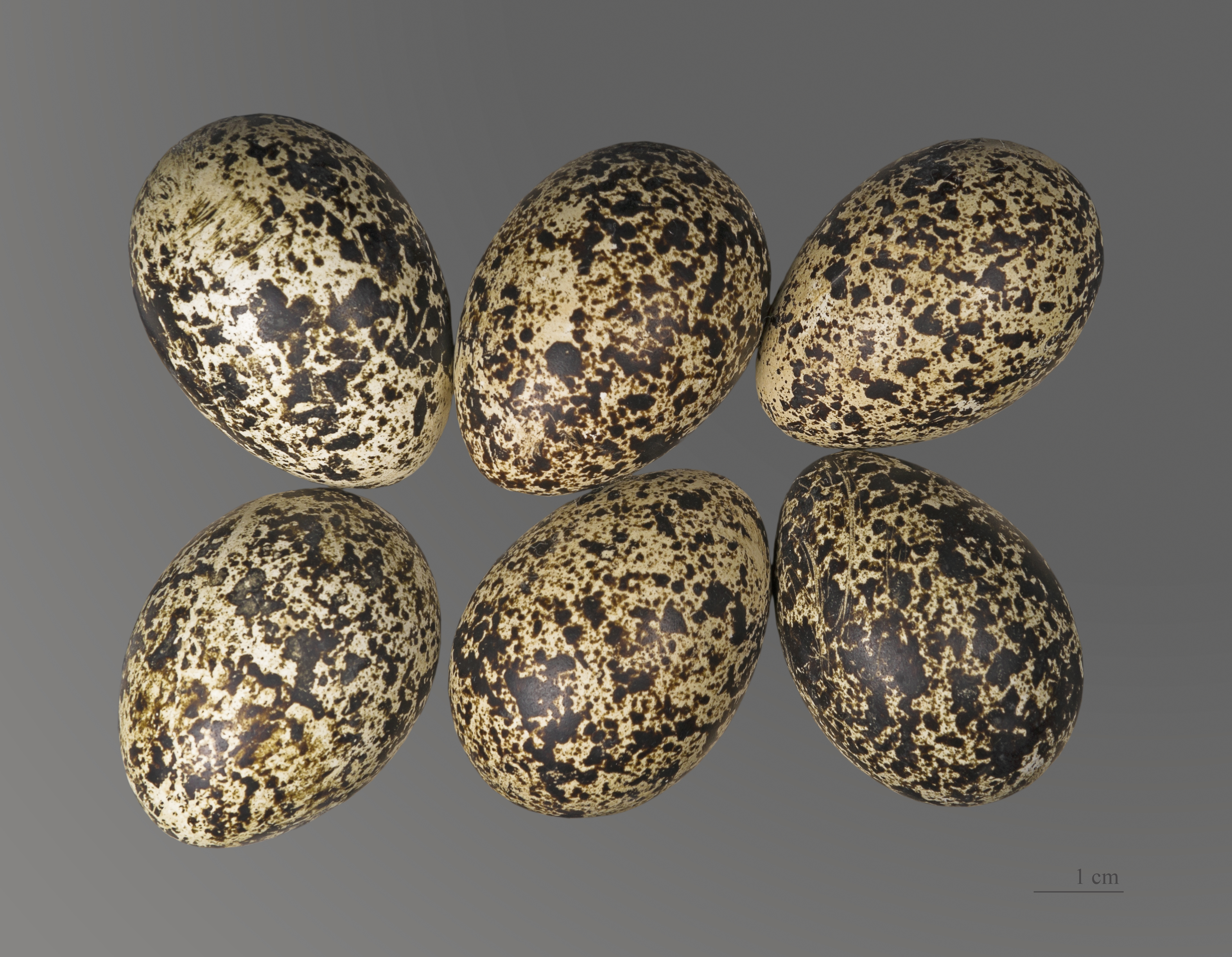
Lagopus muta

Lagopus muta (gà gô trắng xám) là một loài chim trong họ Phasianidae.